# Rancho Nuevo, Atzalan
Rancho Nuevo är en ort i Mexiko.   Den ligger i kommunen Atzalan och delstaten Veracruz, i den sydöstra delen av landet, 220 km öster om huvudstaden Mexico City. Rancho Nuevo ligger 274 meter över havet och antalet invånare är 267.
Terrängen runt Rancho Nuevo är kuperad. Runt Rancho Nuevo är det ganska tätbefolkat, med 100 invånare per kvadratkilometer. Närmaste större samhälle är Martínez de la Torre, 15,9 km norr om Rancho Nuevo. I omgivningarna runt Rancho Nuevo växer i huvudsak städsegrön lövskog.